# Нільтава мангрова
Нільтава мангрова (Cyornis rufigastra) — вид горобцеподібних птахів родини мухоловкових (Muscicapidae). Мешкає в Південно-Східній Азії. Виділяють низку підвидів.

## Підвиди
Виділяють дев'ять підвидів:
- C. r. rufigastra (Raffles, 1822) — Малайський півострів, Суматра, Калімантан;
- C. r. longipennis Chasen & Kloss, 1930 — острови Карімун-Ява[en];
- C. r. rhizophorae Stresemann, 1925 — захід Яви;
- C. r. karimatensis Oberholser, 1924 — острови Карімата[en];
- C. r. simplex Blyth, 1870 — північ Філіппін;
- C. r. marinduquensis duPont, 1972 — острів Маріндук;
- C. r. philippinensis Sharpe, 1877 — захід, центр і південь Філіппін;
- C. r. mindorensis Mearns, 1907 — острів Міндоро;
- C. r. kalaoensis (Hartert, E, 1896) — острів Калао.

## Поширення і екологія
Мангрові нільтави живуть в мангрових лісах.